# Franciszek Smolka (Politiker)

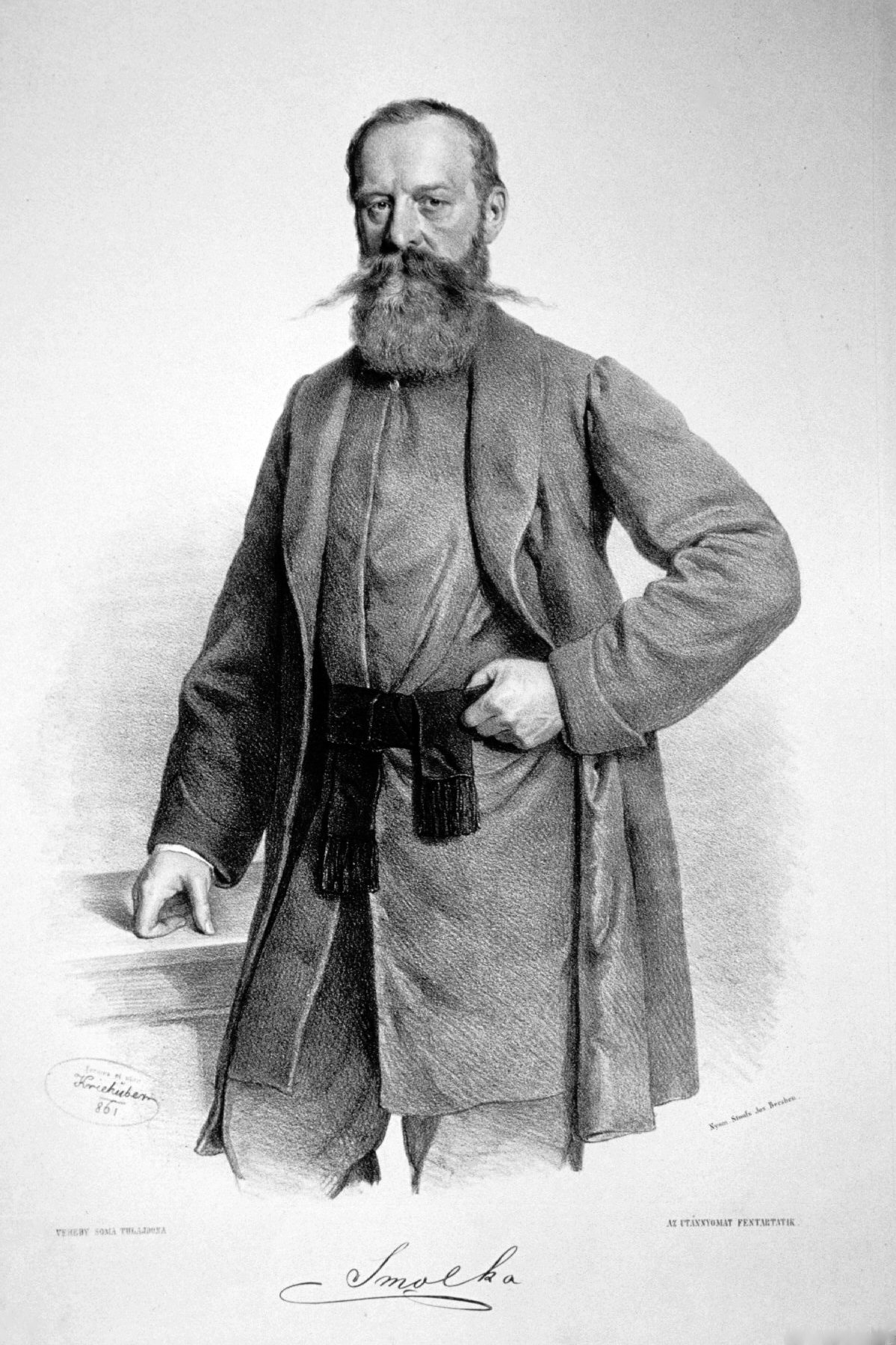
Franciszek Smolka, Lithographie von Josef Kriehuber, 1861

Franciszek Jan Smolka, deutsch Franz Schmolke bzw. Franz Smolka (* 5. November 1810 in Kałusz, Galizien; † 4. Dezember 1899 in Lemberg) war ein polnisch-österreichischer Politiker. Der Demokrat und Vertreter der polnischen Nationalbewegung in Galizien war 1848/49 Mitglied des österreichischen Reichstages und von Oktober 1848 bis zur Auflösung im März 1849 dessen Präsident. Zwischen 1861 und 1893 war er – mit Unterbrechungen – Abgeordneter zum Reichsrat und von 1881 bis 1893 Präsident des Abgeordnetenhauses.

## Leben
Franciszek Smolka war der Sohn einer Ungarin, Anna Nemethy, und des aus Schlesien stammenden Ulanenoffiziers und späteren Beamten der Salinenverwaltung Wincenty Smolka (Vinzenz Schmolke). Nach Besuch des Dominikanergymnasiums in Lemberg studierte Smolka Rechtswissenschaften an der Universität Lemberg und wurde 1836 zum Dr. iur. promoviert. Nach Jahren als Konzeptspraktikant an der Kammerprokuratur in Lemberg und Advokaturskonzipient erhielt er 1840 die Zulassung als Advokat (Rechtsanwalt).
Bereits 1834 schloss er sich dem demokratischen, polnisch-nationalen Bund der „Volksfreunde“ (später „Vereinigung des polnischen Volkes“) an, deren Anführer er bald wurde. 1841 wurde Smolka verhaftet und nach vierjähriger gerichtlicher Untersuchung im Januar 1845 wegen Hochverrats zum Tod verurteilt, aber auf Fürsprache des Statthalters von Galizien Franz Graf Stadion begnadigt. Der Doktorgrad und die Anwaltszulassung wurden ihm jedoch aberkannt, sodass er wieder als Konzipient für einen anderen Advokaten arbeiten musste.

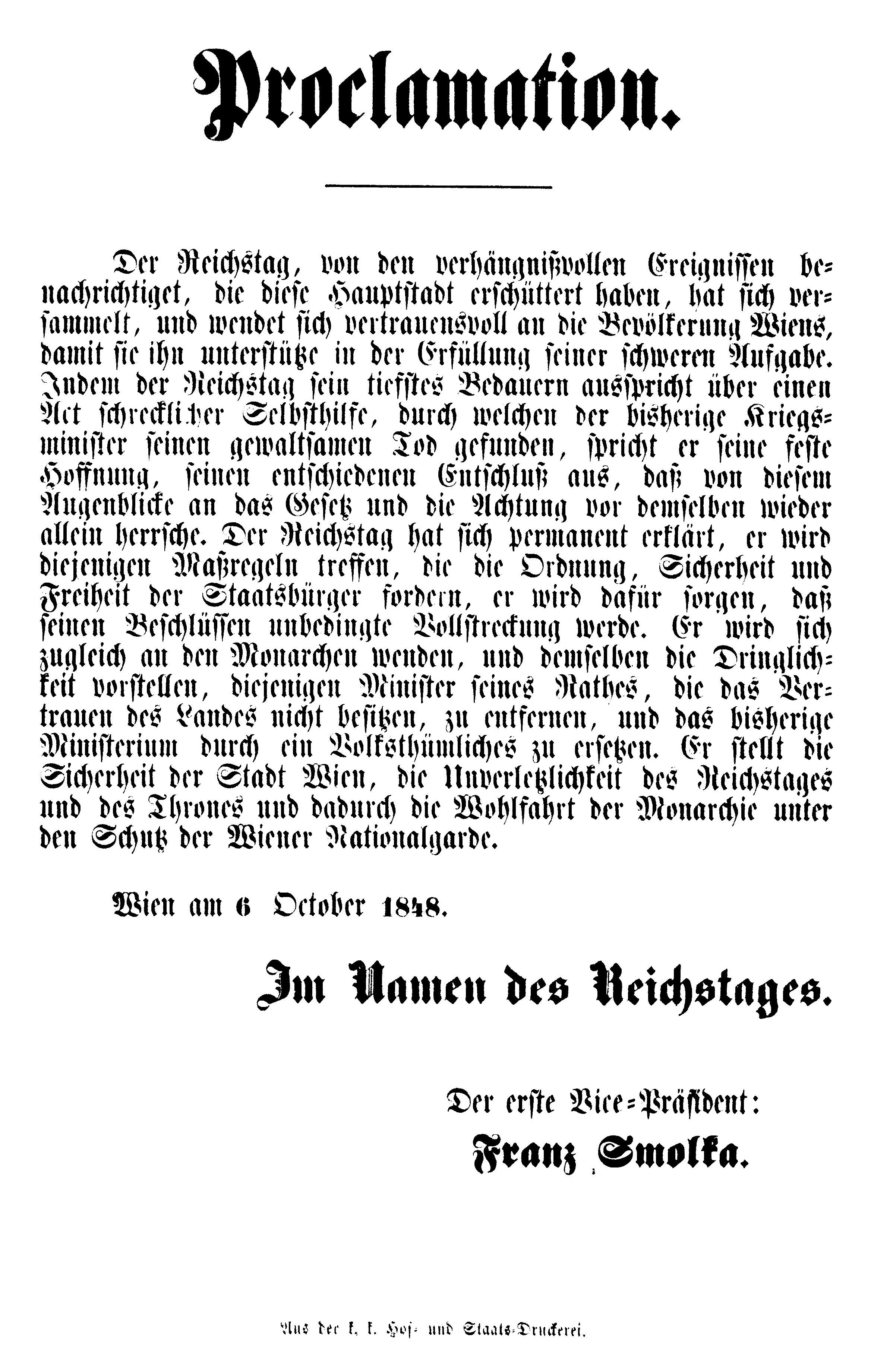
Reichstags-Proclamation, Wien, gefertigt am 6. Oktober 1848

Smolka stellte sich im März 1848 an die Spitze der national-polnischen Bewegung in Galizien und war Vizepräsident des im April 1848 gebildeten Nationalrats in Lemberg. Zugleich organisierte er dort die Nationalgardewirkte. Ab Juli war er Abgeordneter des westgalizischen Wahlkreises Lubaczów zum Reichstag in Wien. Von August bis November 1848 arbeitete er im Verfassungsausschuss und gehörte er Fünfer-Kommission zur Ausarbeitung des Verfassungsentwurfes an. Er wurde im September zum Vizepräsidenten dieses Parlaments, dann am 12. Oktober 1848 zum Präsidenten gewählt. Als der Reichstag wegen des Oktoberaufstandes von Wien nach Kremsier verlegt wurde, leitete er dort die Wiedereröffnung und wurde wiedergewählt. Nach Aufhebung des Reichstags im März 1849 kehrte er nach Lemberg zurück und war wieder als Rechtsanwalt tätig (er hatte im August 1848 seine Zulassung wiedererlangt, im Jahr darauf bekam er auch sein Doktorat wieder verliehen). Im Neoabsolutismus enthielt er sich der politischen Tätigkeit.
In der konstitutionellen Zeit nach dem Februarpatent 1861 gehörte Smolka der Stadtvertretung von Lemberg (bis 1879) und dem Galizischen Landtag an. Dieser entsandte ihn außerdem als Abgeordneten der Stadt Lemberg in den Reichsrat. Dort nahm er seinen Platz neben den polnischen und tschechischen Föderalisten auf der Rechten ein und trat dem Zentralisationssystem Anton von Schmerlings entgegen. Smolkas führende Position im Klub der Polen schwand zusehends zugunsten von Kasimir von Grocholski (1815–1888), und im Dezember 1862 legte er Reichsrats- wie Landtagsmandat nieder, ließ sich aber 1867 wiederwählen und gehörte zu den Führern der polnischen Fraktion.
Smolka wurde 1879 zum Ersten Vizepräsidenten und im März 1881 zum Präsidenten des Abgeordnetenhauses gewählt. Dieses Amt hatte er genau 12 Jahre – in drei Legislaturperioden – bis zu seinem Rücktritt im März 1893 inne. Er war damit der am längsten amtierende Abgeordnetenhauspräsident. Am 16. September 1882 wurde ihm die Würde eines Geheimen Rats (Anrede: „Exzellenz“) verliehen. 1891 war er Alterspräsident des Abgeordnetenhauses. Nach seinem Ausscheiden aus dem Abgeordnetenhaus berief der Kaiser Smolka auf Lebenszeit ins Herrenhaus, dieser verzichtete aber auf seine Angelobung. Er erlag 1899 in Lemberg einem Schlaganfall.

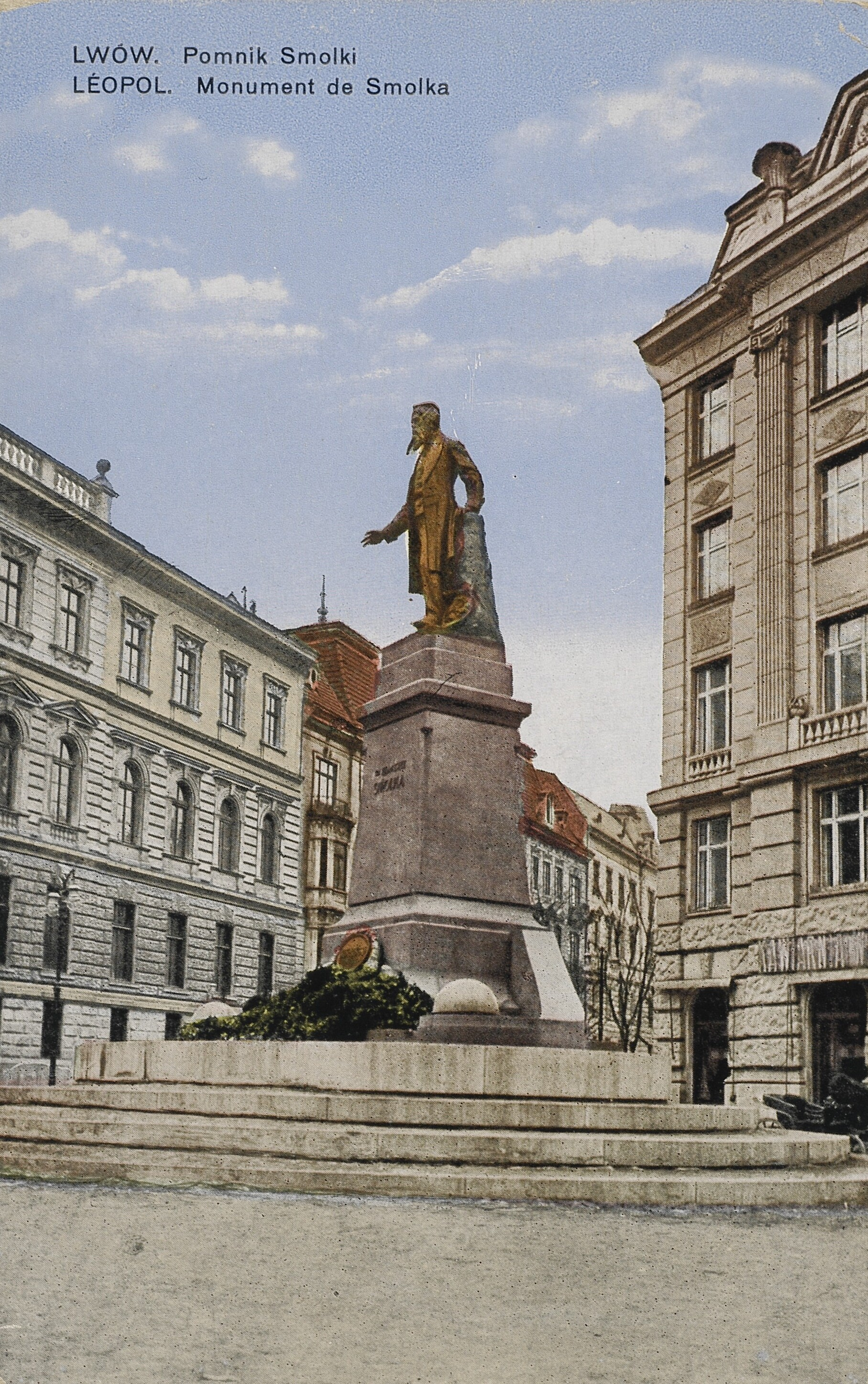
Postkarte des Smolka-Denkmals in Lemberg

Eine am 8. Dezember 1913 in Lemberg zu seinen Ehren enthüllte Statue (Bildhauer: Tadeusz Błotnicki, 1858–1928) wurde im Zweiten Weltkrieg zerstört.